# Betty Ross Clarke
Betty Ross Clarke (nacida como May Clarke, 1 de mayo de 1892 — 24 de enero de 1970) fue una actriz de cine y teatro estadounidense. Apareció en más de 30 películas entre 1920 y 1940, incluidas películas mudas y sonoras, tanto en papeles acreditados como no acreditados.

## Vida personal
Clarke nació en Langdon, Dakota del Norte, hija de Charles Willard Clarke y Cora Ross. Su abuelo materno fue Leonard F. Ross, general de brigada en la guerra civil estadounidense, y su bisabuelo materno fue Ossian M. Ross, destacado colono pionero de Illinois que fundó las ciudades de Lewistown, Illinois y Havana, Illinois.

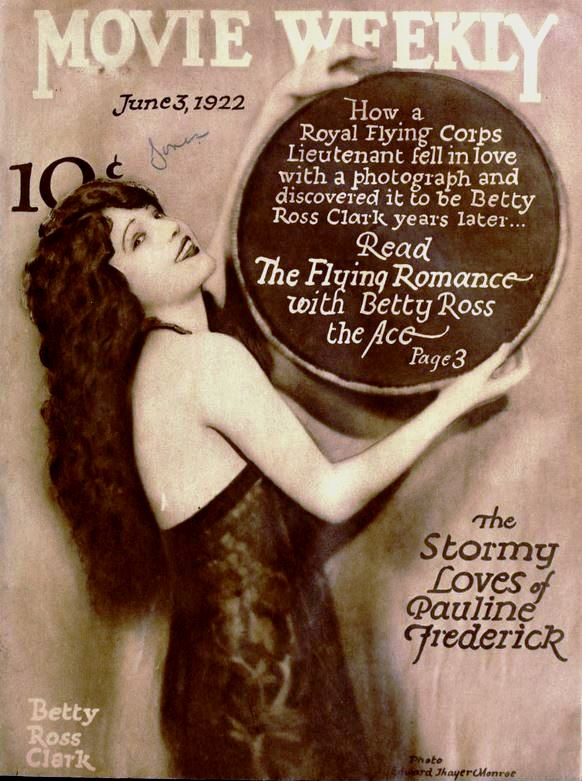
Portada de revista con Clarke (mal escrito "Clark"), 1922

 A los tres años, May Clarke se trasladó con su familia a Minneapolis, Minnesota, donde estudió en las escuelas locales y en la Stanley Hall School. A continuación, estudió danza en Nueva York y pasó un año en el circuito del vodevil. Su intención era seguir una carrera como bailarina de ballet, pero finalmente tuvo tanto éxito como actriz de teatro y cine que abandonó la idea de dedicarse profesionalmente a la danza.
El 28 de mayo de 1921, Betty Ross Clarke se casó con Arthur Collins, banquero de Los Ángeles y exteniente del Real Cuerpo Aéreo Británico. La pareja se había conocido en una cena durante el rodaje de Mother o' Mine. En 1923, Clarke y su marido se trasladaron a Inglaterra, donde ella obtuvo la nacionalidad y continuó su carrera como actriz de cine y teatro. En 1926, la pareja se trasladó a Australia, donde Clarke fue contratada para actuar en varias obras de teatro.
Arthur Collins y Betty Ross Clarke regresaron a Estados Unidos en julio de 1929, aparentemente atraídos de nuevo a Hollywood por los "talkies". Ella reanudó su carrera cinematográfica, actuando principalmente como actriz secundaria o de reparto, pero también en varios papeles no acreditados. Su esposo, banquero y afectado por el crack bursátil de 1929, comenzó a producir obras de teatro, dirigir películas y actuar como director de diálogos.
En 1930, Betty Ross Clarke fue galardonada como una "ardiente feminista" en un almuerzo del San Francisco Center de la Liga de Mujeres Votantes. Fue elogiada por su apoyo al derecho al voto de las mujeres, a pesar de que ella misma no podía votar en Estados Unidos porque no tenía sus papeles de ciudadanía. Finalmente, se nacionalizó estadounidense el 28 de diciembre de 1934. Para entonces, Betty Ross Clarke y Arthur Collins estaban divorciados.
Betty Ross Clarke murió en Los Ángeles, California, el 24 de enero de 1970 y fue enterrada en el Forest Lawn Memorial Park de Glendale, California.

## Carrera teatral
Clarke actuó por primera vez en el teatro en una compañía en Halifax, Nueva Escocia. y posteriormente en Pittsburgh, Haverhill, Massachusetts y Sioux City, Iowa. En 1916, protagonizó la exitosa obra Fair and Warmer. Debutó en Broadway el 19 de septiembre de 1917, en el Comedy Theatre, en la obra The Family Exit, en el papel de Evelyn de Gascoigne. Actuó en la obra True to Form, en el Bramhall Playhouse, en septiembre de 1921, e interpretó el papel de Liane en The Red Poppy, en Greenwich Village, en diciembre de 1922.
Tras mudarse a Inglaterra con su marido en 1923, Clarke debutó en el teatro de Londres el 2 de junio de 1924, en el Royalty Theatre, en el papel de Fifi Morgan en la obra Bachelor Husbands. Otras obras en las que participó incluyeron: Martin's, en el papel de Augusta); The Monkey Talks (septiembre de 1925 en el Little Theatre, en el papel de Dora Lavender); y The House of Glass (enero de 1926 en el Prince of Wales Theatre, en el papel de Margaret Case). En 1926, Clarke fue contratada para actuar en teatros de Australia, donde actuó en las obras The Ghost Train, Storm, Baby Cyclone, Rain, The Bride y Tarnished.
Tras regresar a Estados Unidos en 1929, Clarke siguió actuando en teatro y en películas sonoras. Interpretó un papel protagonista en la obra Death Takes a Holiday, dirigida por su esposo. Tras su última película en 1940, siguió actuando ocasionalmente en producciones teatrales locales.

## Carrera cinematográfica
Durante la década de 1920, Clarke participó en 14 películas mudas, 11 de ellas estadounidenses, dos británicas y una alemana. En Estados Unidos, trabajó para compañías cinematográficas como Famous Players–Lasky, Thomas H. Ince, y Vitagraph Studios. Fue la protagonista femenina de la película If I Were King, junto a William Farnum, y tuvo otros papeles protagonistas en películas mudas.
El primer papel de Clarke en un "talkie" fue el de Dot Aldrich en The Age for Love. Durante la década de 1930, apareció en más de 20 películas sonoras, tanto largometrajes como cortometrajes. Normalmente interpretaba papeles de personaje, tanto acreditados como no acreditados. Cabe destacar que sustituyó a la actriz Sara Haden como tía Millie en dos largometrajes de Andy Hardy. Betty Ross Clarke aparecía ocasionalmente en los créditos como Betsy Ross Clarke o Betty Ross Clark, y su nombre aparece como Betty Ross-Clarke en algunas bases de datos.
A lo largo de su carrera, Clarke actuó con frecuencia tanto en el teatro como en el cine. En un anuncio publicado en un periódico en 1922 se decía que los espectadores podían "verla en el teatro y en el cine al mismo tiempo", ya que actuaba en la obra The Morning Him y también protagonizaba la película At the Sign of the Jack O'Lantern. Al comentar la diferencia entre la interpretación teatral y la cinematográfica, Clarke señaló que "el teatro mudo ofrece una vida más fácil a quienes lo eligen, pues uno tiene las noches libres para hacer lo que quiera. En las tablas, el tiempo del actor o la actriz siempre está ocupado".
La mayoría de las películas mudas en las que actuó Clarke no han sobrevivido. Sin embargo, al menos dos de sus películas, If I Were King y Mother o' Mine, se conservan en el archivo de cine mudo de la Biblioteca del Congreso. Otra copia de Mother o' Mine se encuentra en el UCLA Film and Television Archive,[cita requerida] y una copia completa de la película muda The Traveling Salesman, con Roscoe "Fatty" Arbuckle en el papel protagonista, se encuentra en la George Eastman House Motion Picture Collection de Rochester, Nueva York. Muchas de las películas sonoras posteriores en las que aparece Clarke están disponibles, entre ellas Murders in the Rue Morgue, A Bride for Henry, Love Finds Andy Hardy, Judge Hardy's Children y Four Wives.

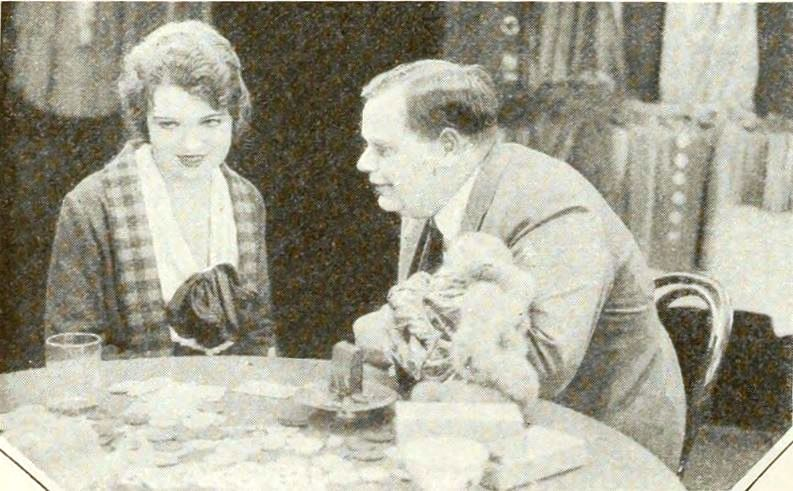
Aún se muestra a Clarke con Fatty Arbuckle en The Traveling Salesman (1921)

## Miscelánea
Al principio de su carrera cinematográfica, cuando vivía con su madre en Hollywood, Betty Ross Clarke fue acusada de robar en los grandes almacenes Bullock's de Los Ángeles, donde fue detenida, pero fue puesta en libertad tras ser reconocida por el personal de la tienda. Clarke interpuso una demanda contra la tienda, solicitando $50,000 por daños y perjuicios, alegando que había sufrido una enfermedad como consecuencia del incidente, y que su posición social, su crédito y su reputación comercial se habían visto afectados negativamente. El resultado de la demanda es incierto.
Durante la década de 1920, Clarke se divertía practicando atletismo, leyendo y escribiendo. También le gustaba conducir su automóvil Paige Daytona y hacer fotografías durante sus viajes.
Después de comprar una casa nueva en California en 1921, tras el rodaje de Brewster's Millions, amuebló la casa con muebles viejos que pintó ella misma. Se deleitaba describiendo a los lectores de los periódicos cómo pintaba los muebles.
Debido a su fama como actriz de cine mudo, Clarke fue una de las estrellas (50) que aparecieron en las tarjetas que regalaba la compañía de cigarrillos Hignett de Inglaterra en sus paquetes de cigarrillos CHESS. Ella era la número 29 de la serie. Las tarjetas de colección de Hignett y otras empresas, con fotos de Betty Ross Clarke de la época del cine mudo, aparecen a menudo a la venta en eBay.
Clarke fue una de las 242 bohemias que firmaron The Greenwich Village Bookshop Door entre 1921 y 1925. La puerta de la librería con las firmas conservadas se encuentra en el Harry Ransom Center de la Universidad de Texas en Austin.

## Filmografía
| Película                                                   | Año de estreno | Papel                                                   |
| ---------------------------------------------------------- | -------------- | ------------------------------------------------------- |
| Untamed                                                    | 1940           | Madre (sin acreditar)                                   |
| Four Wives                                                 | 1939           | Enfermera en la oficina del Dr. Forrest (sin acreditar) |
| I'll Tell the World (cortometraje)                         | 1939           | Mrs. Burton                                             |
| Loews Christmas Greeting (The Hardy Family) (cortometraje) | 1939           | tía Millie Forrest                                      |
| Judge Hardy's Children                                     | 1938           | tía Millie Forrest                                      |
| Love Finds Andy Hardy                                      | 1938           | tía Millie Forrest                                      |
| Sweethearts                                                | 1938           | Mujer en el vestíbulo (sin acreditar)                   |
| Too Hot to Handle                                          | 1938           | Mrs. Ruth Harding                                       |
| Hold That Kiss                                             | 1938           | Invitada de la boda de los Piermont (sin acreditar)     |
| Paradise for Three                                         | 1938           | Operadora de teléfono (sin acreditar)                   |
| Woman Against Woman                                        | 1938           | Alice                                                   |
| The Chaser                                                 | 1938           | Secretaria (sin acreditar)                              |
| A Night at the Movies (cortometraje)                       | 1937           | La esposa                                               |
| A Bride for Henry                                          | 1937           | Mrs. Curtis                                             |
| Blossoms on Broadway                                       | 1937           | Mrs. Peagram                                            |
| Give Till It Hurts (cortometraje)                          | 1937           | Segunda enfermera (sin acreditar)                       |
| Killer-Dog (cortometraje)                                  | 1936           | Madre (sin acreditar)                                   |
| The Public Pays (cortometraje)                             | 1936           | secretaria de Paige (sin acreditar)                     |
| Three Married Men                                          | 1936           | Annie                                                   |
| Headline Shooter                                           | 1933           | Sue (esposa de Mike) (sin acreditar)                    |
| Murders in the Rue Morgue                                  | 1932           | Mme. L'Esponage, la madre                               |
| The Age for Love                                           | 1931           | Dot Aldrich                                             |
| Straws in the Wind (británico)                             | 1924           | La esposa                                               |
| The Cost of Beauty (británico)                             | 1924           | Diana Faire                                             |
| Around a Million (alemán)                                  | 1924           | —                                                       |
| At the Sign of the Jack O'Lantern                          | 1922           | Mrs. Carr                                               |
| The Man from Downing Street                                | 1922           | Doris Burnham                                           |
| The Fox                                                    | 1921           | Annette Fraser                                          |
| Mother o' Mine                                             | 1921           | Dolly Wilson                                            |
| Her Social Value                                           | 1921           | Bertha Harmon                                           |
| Traveling Salesman                                         | 1921           | Beth Elliott                                            |
| Brewster's Millions                                        | 1921           | Peggy                                                   |
| Lucky Carson                                               | 1921           | Doris Bancroft                                          |
| If I Were King                                             | 1920           | Katherine de Vaucelles                                  |
| Romance                                                    | 1920           | Susan Van Tuyl                                          |
| The Very Idea                                              | 1920           | Norah                                                   |